# 富瓦西
富瓦西（法語：Foëcy，法語發音：[fwasi]，发音同“Foicy”）是法国谢尔省的一个市镇，位于该省西部，属于维耶尔宗区。

## 地理
该地名“Foëcy”发音特殊，其发音为[fwasi]而非[fɔɛsi]，根据实际发音其应译作“富瓦西”（同“Foicy”译），《世界地名翻译大辞典》与《世界地名译名词典》将其纯按拼写误译作“福埃西”。
富瓦西（47°10'37"N, 2°9'42"E）面积16.21 平方千米，位于法国中央-卢瓦尔河谷大区谢尔省，该省份为法国中部省份，北起卢瓦雷省，西接卢瓦-谢尔省和安德尔省，南至克勒兹省，东南接阿列省，东临涅夫勒省。
与富瓦西接壤的市镇（或旧市镇、城区）包括：阿卢伊、布里奈、耶夫尔河畔默安、坎西、维耶尔宗、巴朗容河畔维纽。
富瓦西的时区为UTC+01:00、UTC+02:00（夏令时）。

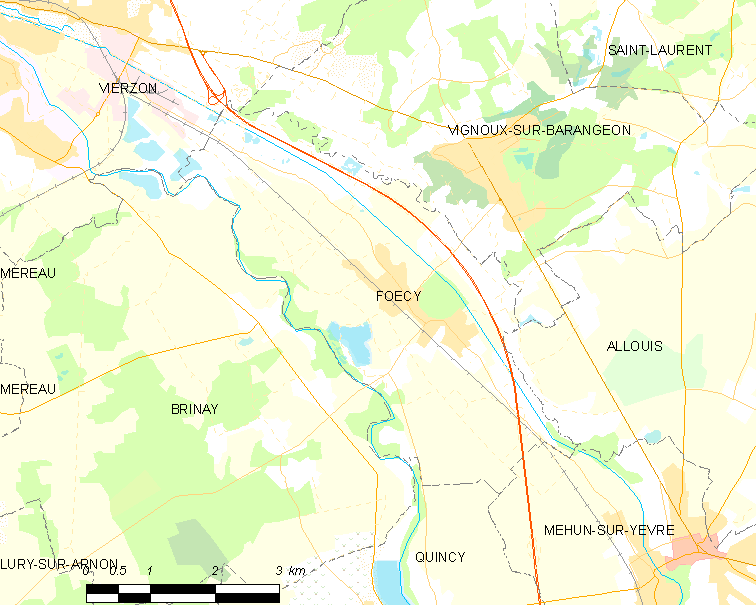
富瓦西的OSM定位图

## 行政
富瓦西的邮政编码为18500，INSEE市镇编码为18096。

## 政治
富瓦西所属的省级选区为耶夫尔河畔默安县。

## 人口

1962-2008年间富瓦西人口变化图示

富瓦西于2022年1月1日时的人口数量为2052人。